# Dobrzyca, Hạt Koszalin
Dobrzyca [dɔˈbʐɨt͡sa] (tiếng Đức: Kordeshagen)  là một ngôi làng ở quận hành chính của Gmina Będzino, trong Koszaliński, Zachodniopomorskie, ở tây bắc Ba Lan. Nó nằm khoảng 6 kilômét (4 mi) phía tây nam Będzino, 18 km (11 mi) phía tây Koszalin và 123 km (76 mi) về phía đông bắc của thủ đô khu vực Szczecin.
Trước năm 1945, khu vực này là một phần của Đức. Đối với lịch sử của khu vực, xem Lịch sử của Pomerania.
Ngôi làng có dân số xấp xỉ 800 người.